# مقاطعة أيكو (كاناغاوا)
أيكو (باليابانية: 愛甲郡 أيكو-غون) هي مقاطعة يابانية تقع في محافظة كاناغاوا، اليابان. تبلغ مساحتها 105.58 كم مربع، وبلغ تعداد سكان المقاطعة في عام 2008 45453 نسمة، وكثافة السكان 431 نسمة لكل كم مربع.

## البلدات والقرى
- أيكاوا
- كيوكاوا